# 宇土市立網田中学校
宇土市立網田中学校（うとしりつ おうだちゅうがっこう）は、熊本県宇土市下網田町1120番地にある公立中学校。市内で唯一、宇土市立網田小学校とは小中一貫教育を行っているが、併設型ではなく連携型である。

## 沿革
- 1947年（昭和22年）4月1日 - 網田村立網田中学校開校
- 1958年（昭和33年）10月1日 - 網田村が宇土町に編入され、同時に市制移行し宇土市立網田中学校と改称